# 아랍 연방
아랍 하심 연방(아랍어: الاتحاد العربي الهاشمي, 영어: Hashemite Arab Federation)은 1958년에 이라크 왕국과 요르단이 연합함으로써 만들어진 단명 국가이다. 이름은 연방이지만 사실상 국가연합이었다.
1958년 2월 14일 이라크의 파이살 2세 국왕이 자신의 사촌인 요르단의 후세인 1세 국왕과 함께 아랍 연방의 수립을 선언했다. 당시 하심가의 지배를 받고 있던 이라크와 요르단 사이에 수립된 연합 왕국인 아랍 연방의 수립은 이집트와 시리아 사이에 수립된 연합 공화국인 아랍 연합 공화국과 유사한 성격을 띠고 있다.
1958년 7월 14일 이라크에서 일어난 군사 쿠데타로 인해 이라크의 파이살 2세 국왕이 폐위되었고 1958년 8월 2일을 기해 이라크 공화국이 수립되며 아랍 연방은 소멸하였다.

## 배경

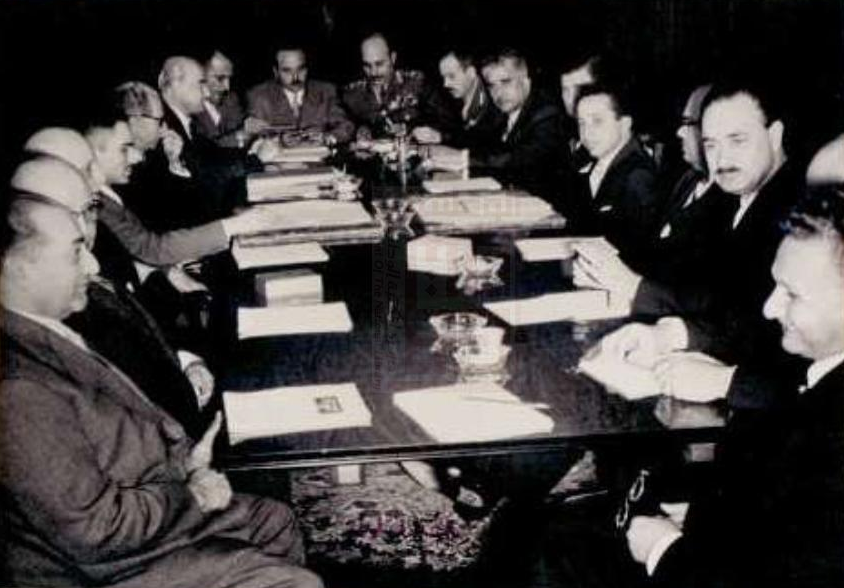
1958년 초 아랍 연방과 관련한 후세인 1세와 파이살 2세의 회의 모습.

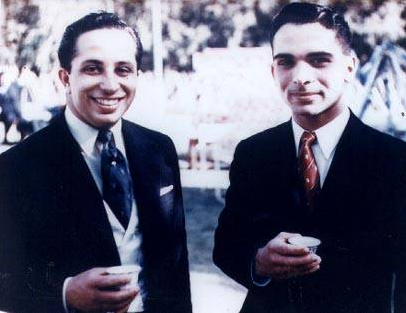
후세인 1세와 친척인 파이살 2세.

1919년~1925년 오스만 제국이 해체되던 시기 중동에서는 범아랍주의와 아랍 민족주의가 크게 대두되었다. 범아랍주의계에서는 아랍 전체를 한 나라로 묶는 아랍 연합 계획을 옹호하는 목소리도 나왔으나, 어느 나라가 연합을 주도해야 하는지가 불분명했으며, 주요 인물 간 주도권을 잡기 위한 경쟁이 벌어졌다. 하심가는 스스로를 아랍 세계의 진정한 지도자라고 주장했으나, 아랍 민족주의 계열에서는 서방의 이익을 과도하게 옹호하며, 영국의 지원을 받아 권력을 잡은 것이라고 비판받았다. 이라크의 쿠르드족은 아랍인이 아니었기 때문에 범아랍주의에 대한 불신을 보였으며, 시아파에서는 범아랍주의가 자신들을 다수파인 수니파로 몰아넣기 위한 핑계에 불과하다고 보았다. 1950년대 하심가의 경쟁 상대는 제일 인구가 많은 아랍 국가인 이집트의 대통령 가말 압델 나세르였다. 나세르는 자유장교단의 지지를 얻어 이집트 왕조를 폐지하고 아랍사회주의 정권을 세웠으며, 하심가 및 사우디아라비아를 통치하는 사우드가와 대립하였다. 이 시기는 냉전 도중이었기 때문에, 국가와 정권별로 서구권, 동구권, 또는 둘 모두에게 지원을 요청하는 관계가 복잡하게 얽혔으며, 이로 인해 이 시기를 아랍 냉전이라고 칭하기도 한다.
이전에도 아랍 통일을 내세워 요르단과 이라크를 하나로 엮으려는 시도는 있었으나 성공을 거두지 못했다. 특히, 이라크 입장에서는 요르단에게서 얻을 수 있는 경제적 이점이나 전략적 이점이 거의 없었으며, 압둘라 1세의 아랍-이스라엘 분쟁 중재, 요르단 내 팔레스타인인 문제, 석유 등 천연 자원 부족, 압둘라 1세와 이라크 섭정 압둘 일라 간의 불안정한 관계 등 요르단의 문제 또한 컸다. 이러한 문제에도 불구하고 1946년 통일 시도가 있었으나, 성공을 거두지 못했다. 1951년 압둘라 1세가 암살된 후, 왕위 계승안 중 하나로서 요르단을 이라크로 흡수하여 파이살 2세에게 두 왕권을 동시에 주는 방안이 제안되었으나, 최종적으로 요르단의 왕위는 탈랄 1세를 거쳐 후세인 1세가 얻었다.
1955년 이라크는 영국과 미국의 요구로 중앙 조약 기구에 가입했다. 중앙 조약 기구는 소련의 남방 확장을 막고 중동의 석유 접근을 차단하기 위한 봉쇄 정책의 일환이었다. 이라크는 가입을 통해 튀르키예, 파키스탄, 이란 등 친서방 국가와의 관계가 가까워졌으며, 누리 알사이드 이라크 총리는 조약 기구 가입이 이라크의 안보를 보장하는 것이라고 주장했지만, 이라크 정부와 하심가는 알사이드가 제국주의에 항복한 배신자라고 공개적으로 비판하였다.

## 연방
이라크와 요르단의 세 번째 연합 시도는 1958년 이루어졌다. 1958년 초 나세르는 시리아와 이집트를 아랍 연합 공화국으로 통일하였으며, 이를 여러 나라가 아랍 연합 공화국에 가입하는 첫 단계라고 선전하였는데, 이는 시리아와 접경해 있는 하심가에 직접적인 위협으로 작용하였다. 알사이드는 나세르의 범아랍주의에 대항하고 이라크 내 아랍 민족주의를 잠재우기 위해 요르단 하심가에 접근하여 연합을 만드는 안을 논의하였다. 1958년 2월 14일 아랍 연방이 공식적으로 창설되었으며, 외교와 국방은 하나로 통일하였지만 이 외에는 각 국가가 관리하였다. 국기는 아랍 반란의 기를 사용하였다. 알사이드는 이라크 총리직을 사퇴하고 아랍 연방의 수상이 되었다.

## 이라크 쿠데타

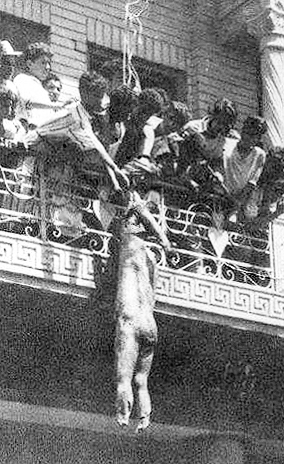
파이살 2세의 친척인 압둘 일라의 시체가 훼손되어 발코니에 걸려 있는 모습.

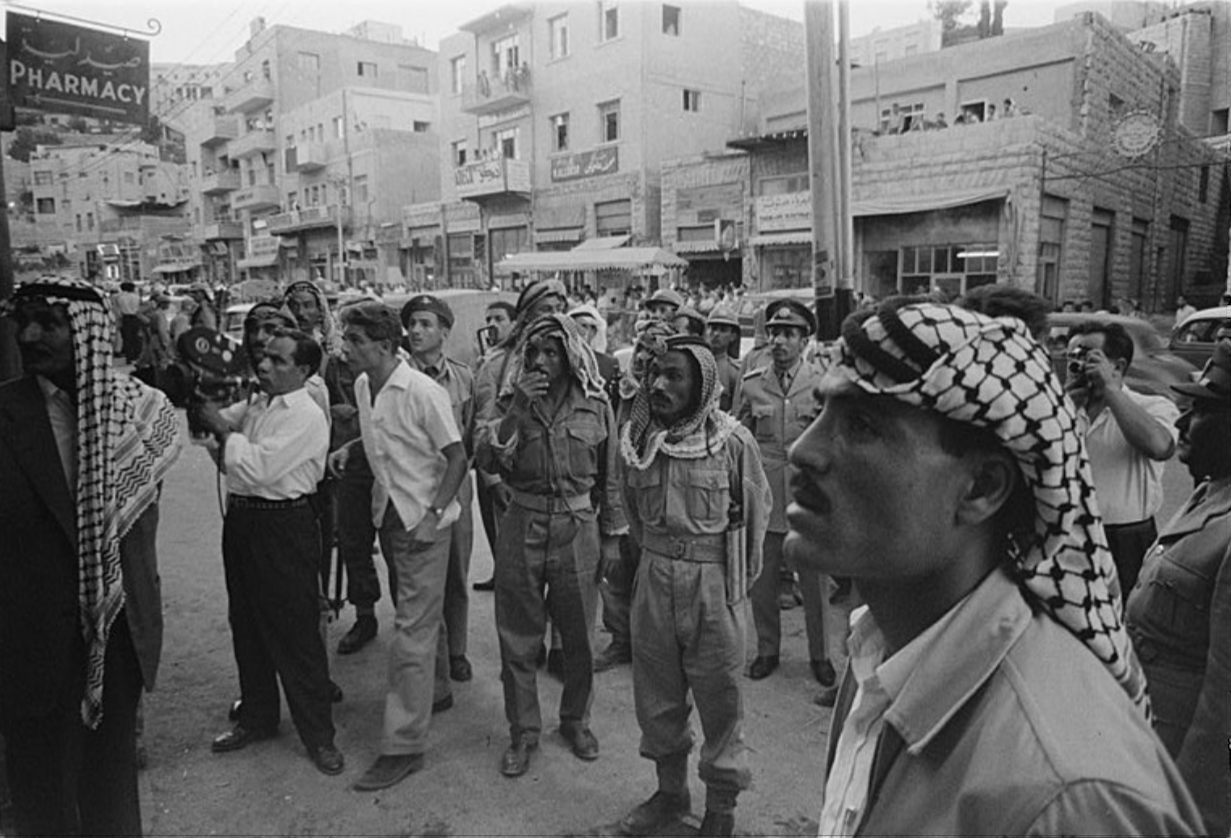
1958년 7월 14일, 요르단 암만에서 사람들이 이라크 내 왕정 폐지에 대한 뉴스를 보고 있는 모습.

아랍 연합 공화국과 아랍 연방 사이의 긴장은 계속 증가하였다. 1958년 여름 아랍 연합 공화국이 시리아 국경으로 군대를 이동시키자, 아랍 연방은 동원령을 내림으로서 대응하였다. 이라크 내에서는 1952년 나세르의 이집트 왕조 폐위를 보고 왕조 전복을 계획하는 집단이 생겨났으며, 1958년 7월, 압둘카림 카심이 이끄는 군대가 요르단-시리아 국경으로 향하는 도중 바그다드 인근을 지나가자, 카심은 법적인 핑계를 만들어 군대를 바그다드로 돌려 정권을 전복시켰다. 이 과정에서 알사이드와 파이살 2세 등 이라크 왕가 대부분이 사망함에 따라, 하심가 정부는 몰락하였고 아랍 연방은 해체되었다.
이라크 내 하심가 퇴위에 대해 요르단 내 하심가는 빠른 반응을 보였는데, 이는 이라크에 있던 후세인 1세의 친인척에, 당시 이라크를 방문하던 요르단 총리 이브라임 하솀까지 같이 처형되었기 때문이었다. 이라크에서 공화국이 선포된 직후 후세인 1세는 영국과 미국에 지원을 요청하여, 영국은 같은 해 11월 2일까지 요르단에 군사 4천 명을 파견했고, 미국은 레바논 베이루트에 군대를 주둔시켰다. 11월 2일 미국이 "영국의 지원을 대신해 연간 4000만~5000만 달러를 지원"하기로 약속한 후 영국군은 철수하였다.

## 해체 이후
하심가를 폐위시켰던 쿠데타 정권은 1960년대 다시 전복되어 요인 다수가 처형되었다. 1975년에는 요르단이 시리아와의 전통적인 경제 협력 관계를 중단하고 이라크로 눈을 돌렸으며, 이라크의 석유 자원, 시장, 전략적 깊이를 통해 어느 정도 경제를 발전시키는 데 성공하였다. 1990년대 요르단은 이라크의 최대 시장으로 성장하였으며, 이란-이라크 전쟁 이후의 재건에도 관여하였다.

## 같이 보기
- 아랍 연합 공화국
- 아랍 합중국
- 아랍 이슬람 공화국
- 아랍 공화국 연방